# Georges Daressy
Georges Émile Jules Daressy (Sourdon, 19 mars 1864 - Cormeilles-en-Parisis, 28 février 1938) est un égyptologue français. 

## Biographie
En 1887, il devient conservateur adjoint du Musée d'Antiquités égyptiennes de Boulaq, qui fut ensuite transféré à Gizeh puis devint le Musée égyptien du Caire en 1902.
Il effectue des fouilles à travers toute l‘Égypte, particulièrement dans la vallée des Rois, à Médinet Habou, à Karnak, à Louxor, à Malqata et à Abydos.

## Publications
- Notice explicative des ruines du temple de Louxor, Le Caire, 1893.
- Notice explicative des ruines du temple de Médinet Habu, Le Caire, 1897.
- Le Mastaba de Mera, 1898.
- Ostraca, Le Caire, Imprimerie de l'Institut français d'archéologie orientale, 1901, (Catalogue général des antiquités égyptiennes du musée du Caire).
- Fouilles de la Vallée des Rois <1898-1899>, Le Caire : Imprimerie de l'Institut français d'archéologie orientale, 1902, (Catalogue général des antiquités égyptiennes du musée du Caire).
- Textes et dessins magiques, Le Caire, Imprimerie de l'Institut français d'archéologie orientale, 1903, (Catalogue général des antiquités égyptiennes du musée du Caire).
- La Faune momifiée de l'antique Égypte, Le Caire, Imprimerie de l'Institut français d'archéologie orientale, 1905, (Catalogue général des antiquités égyptiennes du musée du Caire).
- Statues de divinités, Le Caire, Imprimerie de l'Institut français d'archéologie orientale, 1905–1906, (Catalogue général des antiquités égyptiennes du musée du Caire).
- Calculs égyptiens du Moyen Empire, Recueil de Travaux Relatifs  De La  Philologie et l'Archéologie Égyptiennes et Assyriennes XXVIII, 1906, 62–72.
- Cercueils des cachettes royales, Le Caire, Imprimerie de l'Institut français d'archéologie orientale, 1909, (Catalogue général des antiquités égyptiennes du Musée du Caire).
- The tomb of queen Tîyi : Catalogue of the objects discovered, Londres, 1910, (Theodore M. Davis' Excavations : Bibân el Molûk).
- Alfred Lacroix et Georges Daressy, Dolomieu en Égypte : 30 juin 1798-10 mars 1799, Le Caire, Impr. de l’Institut français d'archéologie orientale, coll. « Mémoires présentés à l’Institut d’Égypte » (no 3), 1922, VIII-140 p., in-4°. — Contient cinq études de Dolomieu (tardivement retrouvées) replacées dans leur contexte historique et commentées :
  - 1° Recueil de notes sur Alexandrie et sa région ;
  - 2° Étude sur la constitution du sol d’Alexandrie ;
  - 3° Recherches sur la cause de la destruction naturelle des monuments d’Alexandrie ;
  - 4° Notice sur l’agriculture de la Basse-Égypte ;
  - 5° Rapport sur le nilomètre de l’île de Rodah.
- A brief description of the principal monuments exhibited in the Egyptian Museum, Cairo, Cairo : Press of the French Institute of Oriental Archaeology, 1922, 3. Auflage 1925.

## Sources
- Biographie contemporaine dans le Dictionnaire national des contemporains sur le site de la BNF.
- Leibovitch Joseph, « Notice nécrologique sur G. É. J. Daressy », Bulletin de L'institut d'Égypte,‎ 1939, t.20,2, p. 259-261 (lire en ligne, consulté le 20 août 2023).

## Honneurs
Deux villes ont une voie à son nom : 
- une rue dans sa ville natale, Sourdon où il est enterré ;
- une avenue dans la ville où il est mort, Cormeilles-en-Parisis.